# Велопарковка

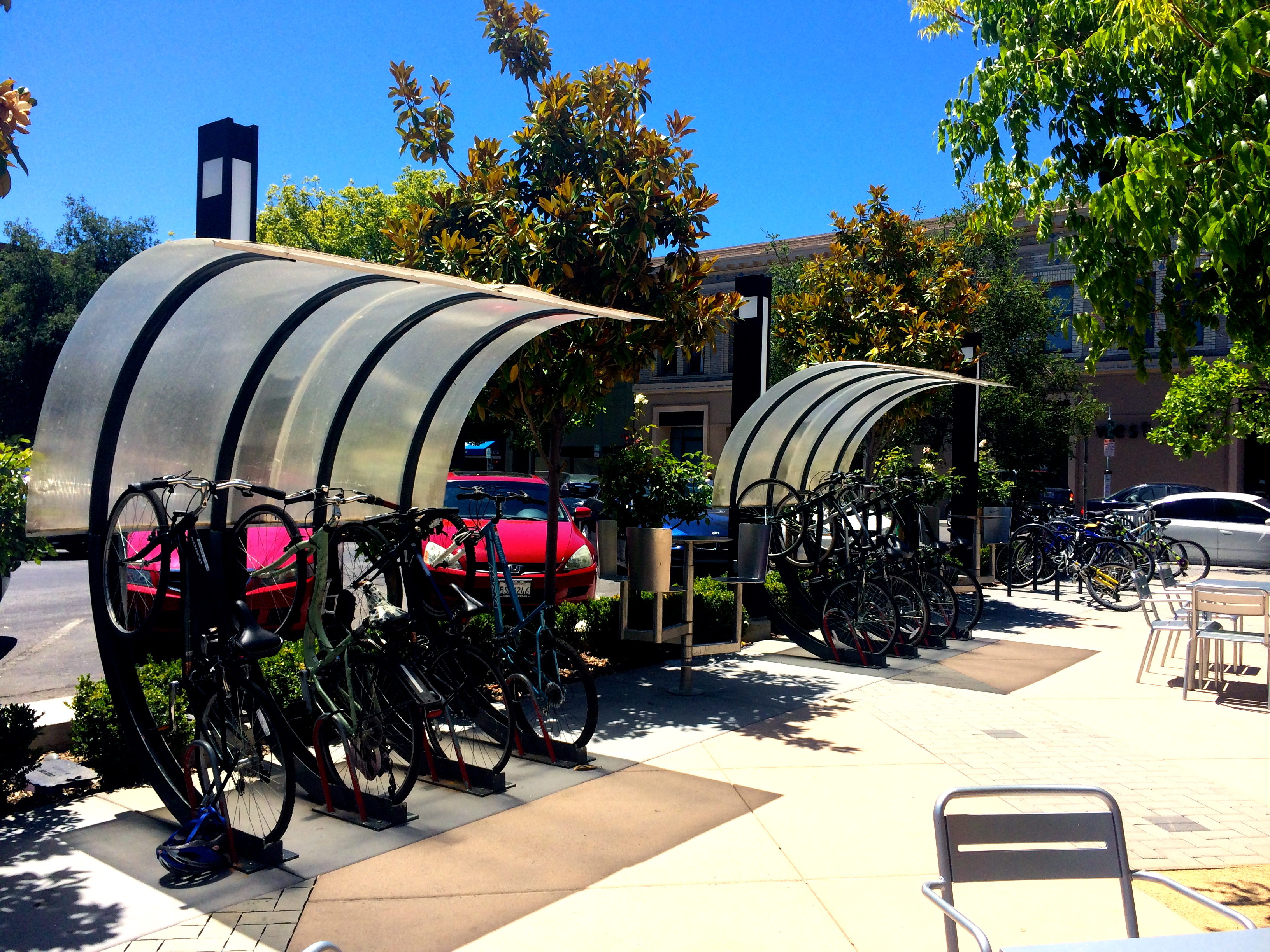
Велопарковка в Каліфорнії (США)

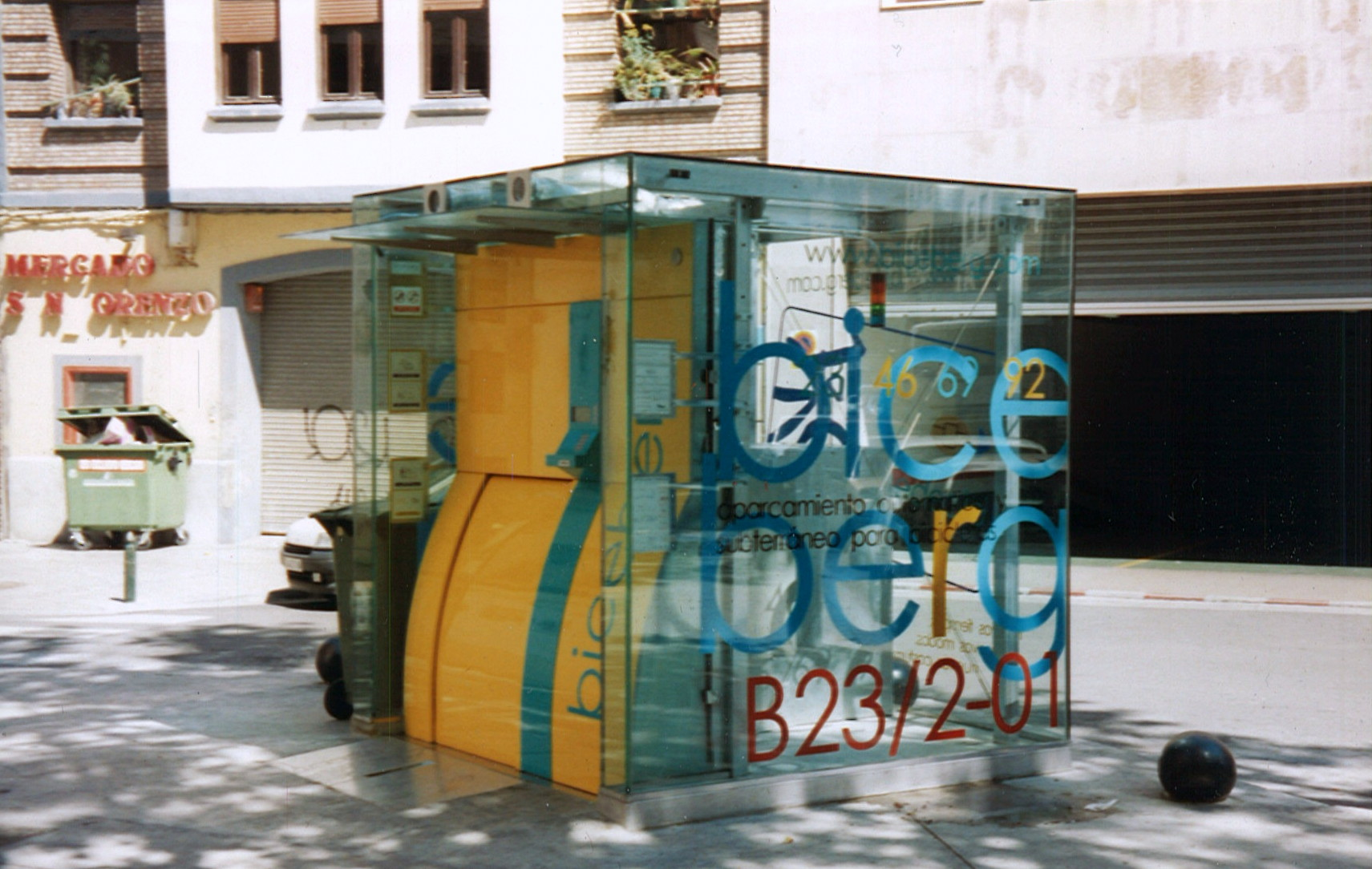
Автоматизована підземна велопарковка в Сарагосі (Іспанія)

Велопарковка, велосипедна парковка, стоянка, станція (англ. Bicycle parking) — відкрита, напіввідкрита або закрита споруда із системою велостійок чи інших конструкцій (стелажі, шафи тощо), призначена для зберігання велосипедів та велотранспортних засобів на час від кількох годин до кількох діб. Розташована велопарковка переважно за межами червоної лінії вулиці на спеціально відведеному місці (ділянці) або всередині прибудинкового простору установи чи організації. Як правило, парковки оснащені системою відеоспостереження, системою закритого зберігання для гарантування безпеки велосипедів та велосипедних транспортних засобів на відведений час та мають охорону.
Розраховані зазвичай на 20-500 місць для велосипедів. Вони можуть бути як безкоштовними (наприклад, для учнів, студентів, на соціальні цілі тощо) чи умовно безкоштовними (плата закладена в оренду, проїзний квиток тощо), так і платними (готівкою, через термінал або через абонементи).
Функціонально велопарковки розміщуються:
- на території підприємств, установ, офісних будівель, об'єктів масового відвідування — для стоянки велосипедів працівників цих об'єктів;
- на території навчальних закладів: дошкільної, середньої та вищої освіти, кампусів, гуртожитків — для стоянки учнів та студентів;
- на прибудинковій території багатоквартирних житлових будинків — для стоянки велосипедів їх мешканців та гостей;
- біля транспортних пересадочних вузлів, кінцевих зупинок вуличного громадського транспорту, станцій метро, швидкісного трамваю, приміських поїздів, центрального залізничного вокзалу, автовокзалу та автостанцій — у якості перехоплюючих парковок для пасажирів громадського транспорту.

Велопарковки відносяться до категорії малих архітектурних форм (МАФ), встановлення яких у кожній країні регулюється своїм законодавством. Приміром в Україні, встановлення МАФів регулює Закон України «Про регулювання містобудівної діяльності» та Закон України «Про благоустрій населених пунктів». Затвердження правил встановлення належить до компетенції міської влади.